# Emilie Hovden
Emilie Margrethe Hovden, född 5 april 1996 i Bergen, är en norsk handbollsspelare som spelar som högersexa.

## Karriär
Emilie Hovdens moderklubb var Fana IL där hon började spela då hon var 9 år. Hon inledde elitkarriären i Molde HK 2015–2016. Hon fortsatte karriären Fana IL där hon spelade till 2019. Hon fick sitt stora genombrott i Storhamar IL. Hon blev säsongen 2019–2020 skyttedrottning i Eliteserien med 161 mål. Hon valdes samma säsong till ligans bästa högersexa i det officiella All-Star Team, och även till hela ligans bästa spelare. Hon spelade under tre år i Storhamar IL men lämnade efter 2022 för danska Viborg HK där hon skrivit kontrakt 2022–2024.

### Landslagskarriär
Emilie Hovden representerade Norge vid U17-EM 2013, där hon kom på sjunde plats med Norge. Vid U19-EM 2015 kom hon på 6:e plats. Hon debuterade för norska A-landslaget den 25 november 2021 mot Nederländerna vid Intersport Cup 2021, och mästerskapsdebuterade sedan i VM 2021 i Spanien. Hon stod för 7 mål i norska VM-premiären mot Kazakstan. Hon blev sedan Världsmästare med Norge, efter finalseger mot Frankrike med 29-22. Hon var sedan med och blev Europamästare vid EM 2022.